# Thomas J. Reese
Pour les articles homonymes, voir Reese.
Thomas J. Reese, né le 1er novembre 1945, est un prêtre jésuite, journaliste et écrivain américain.
Il a notamment été rédacteur en chef de la revue jésuite America de 1998 à 2005. 

## Biographie
Thomas Reese est entré dans la Compagnie de Jésus en 1962 et a été ordonné prêtre en 1974. Il a obtenu une maîtrise en arts en sciences politiques à l'université jésuite de Saint-Louis dans le Missouri en 1968, un master de théologie à l'École jésuite de théologie de Berkeley en 1974 et enfin un doctorat en sciences politiques de l'université de Californie à Berkeley en 1976.

### America
Il devient rédacteur en chef de la revue jésuite America en 1998. Des divergences de vue croissantes avec la Congrégation pour la doctrine de la foi dirigée par le cardinal Joseph Ratzinger le contraignent à démissionner dans les premiers mois de 2005. 
Par choix éditorial, il permettait que tous les points de vue s'expriment librement sur les questions les plus sensibles, y compris celles qui avaient fait l'objet de prises de position officielles du Saint-Siège. Ainsi, dans le traitement de sujets tels que l’usage des préservatifs dans le contexte du SIDA, le pluralisme religieux et l'encyclique Dominus Jesus et l’homosexualité chez les prêtres, on lui reprochait de ne pas donner une place suffisante à la doctrine catholique et l'enseignement du Saint-Siège et de donnant l'impression que toutes les opinions sont acceptables.  
Cette éviction fut fort commentée et diversement : avec satisfaction dans les rangs conservateurs de l'Église catholique romaine et avec consternation parmi ceux qui cherchent à ce que toute question brûlante de civilisation contemporaine soit l'objet de réflexion sérieuse et ouverte dans l'Église. 

### Enseignant et consultant
Après avoir pris une année sabbatique, Thomas Reese enseigne ensuite la théologie au Woodstock Theological Center de Washington D.C. de 2006 à 2013 avant de rejoindre l'équipe du National Catholic Reporter. 
En 2014, il est nommé à la Commission des États-Unis sur la liberté religieuse internationale (United States Commission on International Religious Freedom) par le président Barack Obama, une commission indépendante consultative qui a pour objet d'examiner les faits et les circonstances des violations de la liberté religieuse. Il en devient le président de juin 2016 à mai 2017.

### Monographies
- Communication II: Decision-Making Examined,  Jesuit Self-Study California/Oregon Provinces, 1969.
- The Generation Gap,  Jesuit Self-Study California/Oregon Provinces, 1971.
- 95th Congress Rated on Tax Reform, Arlington, VA: Taxation with Representation, 1978.
- Co-Discipleship in Action: Bishops and Laity in Dialogue, Woodstock Theological Center, 1991.

## Sources partielles
- America  magazine: Publications de Thomas J. Reese, SJ
- Roberts, Tom and John L. Allen, Jr., "Editor of Jesuits' America magazine forced to resign under Vatican pressure", National Catholic Reporter, May 6, 2005.  . accessed 05 November 2005